# Polnische Unihockeynationalmannschaft der Frauen
Die polnische Unihockeynationalmannschaft der Frauen repräsentiert Polen bei Länderspielen und internationalen Turnieren in der Sportart Unihockey. 2019 uns 2021 erreichte das polnische Nationalteam mit dem fünften Rang ihre bisher besten Platzierungen bei einer Weltmeisterschaft.

## Platzierungen

### Weltmeisterschaften
| WM   | Austragungsort(e)           | Platz     |
| ---- | --------------------------- | --------- |
| 1997 | Mariehamn und Godby         | –         |
| 1999 | Borlänge                    | –         |
| 2001 | Riga                        | 12. Platz |
| 2003 | Bern, Gümligen und Wünnewil | 10. Platz |
| 2005 | Singapur                    | –         |
| 2007 | Frederikshavn               | 11. Platz |
| 2009 | Västerås                    | 8. Platz  |
| 2011 | St. Gallen                  | 6. Platz  |
| 2013 | Brünn, Ostrava              | 7. Platz  |
| 2015 | Tampere                     | 7. Platz  |
| 2017 | Bratislava                  | 7. Platz  |
| 2019 | Neuenburg                   | 5. Platz  |
| 2021 | Uppsala                     | 5. Platz  |

## Trainer
- 2014-jetzt Christer Bertilsson